# Киртай
Киртай (узб. Qirtay / Қиртай) — посёлок городского типа, расположенный на территории Алатского района Бухарской области Республики Узбекистан.

В советское время носил название "Иттифок". Статус посёлка городского типа с 2009 года.